# Joseph Marie Trinh Van Can
Joseph Marie Trinh Van Can, a veces encontrado como Joseph Mario y el apellido como van-Can (Indochina francesa, 19 de marzo de 1921 - Hanói, 18 de mayo de 1990), fue un religioso vietnamita que llegó a ser arzobispo de Hanói, puesto en el que sería promovido a cardenal por el papa Juan Pablo II.

## Biografía
Nació el 19 de marzo de 1921 en, según fuentes, la aldea But Dong o la parroquia de Trac But, entonces parte de la Indochina francesa, hoy en día localizadas en la provincia de Hà Nam (Vietnam). El 8 de diciembre de 1949, fue ordenado como sacerdote católico. Para 1963, el entonces papa Juan XXIII lo nombró obispo titular de Aela, puesto hasta entonces ocupado por el controvertido obispo austríaco Alois Hudal, así como arzobispo coadjutor de Hanói (junto a Joseph Marie Trinh Nhu Khue). En 1978, tras la muerte de Trinh Nhu Khue, fue nombrado arzobispo de Hanói.
El 30 de junio de 1979, en el primer consistorio del papa Juan Pablo II, fue nombrado cardenal de la Iglesia católica. Su título cardenalicio fue el de Cardenal presbítero de Santa María del Camino.
Joseph Marie Trinh Van Can falleció en Hanói (Vietnam) el 18 de mayo de 1990 de un ataque al corazón.